# Mamfe
Mamfe este un oraș din Camerun.

## Climă
| Date climatice pentru Mamfe            | Date climatice pentru Mamfe | Date climatice pentru Mamfe | Date climatice pentru Mamfe | Date climatice pentru Mamfe | Date climatice pentru Mamfe | Date climatice pentru Mamfe | Date climatice pentru Mamfe | Date climatice pentru Mamfe | Date climatice pentru Mamfe | Date climatice pentru Mamfe | Date climatice pentru Mamfe | Date climatice pentru Mamfe | Date climatice pentru Mamfe |
| Luna                                   | Ian                         | Feb                         | Mar                         | Apr                         | Mai                         | Iun                         | Iul                         | Aug                         | Sep                         | Oct                         | Nov                         | Dec                         | Anual                       |
| -------------------------------------- | --------------------------- | --------------------------- | --------------------------- | --------------------------- | --------------------------- | --------------------------- | --------------------------- | --------------------------- | --------------------------- | --------------------------- | --------------------------- | --------------------------- | --------------------------- |
| Maxima medie °C (°F)                   | 31.4 (88,5)                 | 33.5 (92,3)                 | 33.3 (91,9)                 | 32.9 (91,2)                 | 32.1 (89,8)                 | 30.8 (87,4)                 | 29.0 (84,2)                 | 28.7 (83,7)                 | 30.1 (86,2)                 | 30.9 (87,6)                 | 31.4 (88,5)                 | 31.1 (88)                   | 31,3 (88,3)                 |
| Media zilnică °C (°F)                  | 25.6 (78,1)                 | 27.2 (81)                   | 27.9 (82,2)                 | 27.8 (82)                   | 27.3 (81,1)                 | 26.5 (79,7)                 | 25.6 (78,1)                 | 25.4 (77,7)                 | 25.9 (78,6)                 | 26.5 (79,7)                 | 26.4 (79,5)                 | 25.8 (78,4)                 | 26,5 (79,7)                 |
| Minima medie °C (°F)                   | 19.9 (67,8)                 | 21.0 (69,8)                 | 22.2 (72)                   | 22.5 (72,5)                 | 22.5 (72,5)                 | 22.2 (72)                   | 22.0 (71,6)                 | 21.9 (71,4)                 | 21.8 (71,2)                 | 21.9 (71,4)                 | 21.6 (70,9)                 | 20.3 (68,5)                 | 21,6 (70,9)                 |
| Precipitații mm (inches)               | 17.8 (0.701)                | 57.0 (2.244)                | 157.1 (6.185)               | 224.3 (8.831)               | 272.0 (10.709)              | 372.8 (14.677)              | 479.2 (18.866)              | 465.1 (18.311)              | 488.9 (19.248)              | 415.8 (16.37)               | 93.4 (3.677)                | 28.6 (1.126)                | 3.072,0 (120,945)           |
| Nr. de zile cu precipitații (≥ 1.0 mm) | 2                           | 4                           | 11                          | 17                          | 20                          | 24                          | 25                          | 27                          | 26                          | 24                          | 8                           | 2                           | 190                         |
| Ore însorite                           | 181.9                       | 173.6                       | 167.5                       | 166.7                       | 167.7                       | 131.0                       | 87.2                        | 72.8                        | 101.3                       | 135.3                       | 171.9                       | 187.9                       | 1.744,8                     |
| Sursă: NOAA                            |                             |                             |                             |                             |                             |                             |                             |                             |                             |                             |                             |                             |                             |